# Купальни Моисея
Купальни Моисея (Фараоновы ванны, Фараоновы купальни, Бани Моисея) — термальные целебные источники, находящиеся в Египте на западном побережье Синайского полуострова, известные с древнейших времён.

## История
В Ветхом Завете упоминается нынешний египетский город Эт-Тур под древним названием Елим: «…Там было двенадцать источников воды и семьдесят финиковых дерев…» (Исх. 15:27). Евреи под предводительством Моисея расположились станом в Елиме на отдых.
Современные паломники начинают свой путь по стопам пророка Моисея на Синайском полуострове с местечка, согласно традиции называемом Уюн Мусса — «Источники Моисея», где остановились Моисей и его спутники, выходцы из Египта, после того, как перешли по дну разверзшегося перед ними Чермного моря (ныне Красное море). В Ветхом Завете это место названо Мерра — «Горечь». Находящийся там источник был горьким на вкус, и люди не могли напиться. Тогда Господь повелел Моисею бросить в источник дерево, и вода его стала пресной.
Недалеко от этого места находятся Фараоновы ванны (Хамам фараун). Из глубокой пещеры в горе бьет сильный источник. Его температура − 72 градуса. Фараоновы ванны известны с глубокой древности, о чём говорит их название. Обогнув по дороге гору Фараоновых ванн, высота которой 494 м, паломники вновь подъезжают к берегу моря.

## Современное состояние
Современные Моисеевы ванны представляют собой бассейны с водой из серных источников. Температура в бассейнах колеблется между 26 и 28 градусами. Целебные свойства этих источников известны с глубокой древности. Возле них построены купальни, разбит небольшой парк. И паломники обычно окунаются в этих купальнях.